# イーゴリ・ストラヴィンスキー
イーゴリ・フョードロヴィチ・ストラヴィンスキー（ロシア語: И́горь Фёдорович Страви́нский, ラテン文字転写: Igor Fyodorovitch Stravinsky、1882年6月17日 - 1971年4月6日）は、ロシアの作曲家。
同じくロシアの芸術プロデューサーであるディアギレフから委嘱を受け作曲した初期の3作品（『火の鳥』、『ペトルーシュカ』、『春の祭典』）で知られるほか、指揮者、ピアニストとしても活動した。20世紀を代表する作曲家の1人として知られ、20世紀の芸術に広く影響を及ぼした音楽家の1人である。

## 人物・来歴

### 第一次世界大戦まで

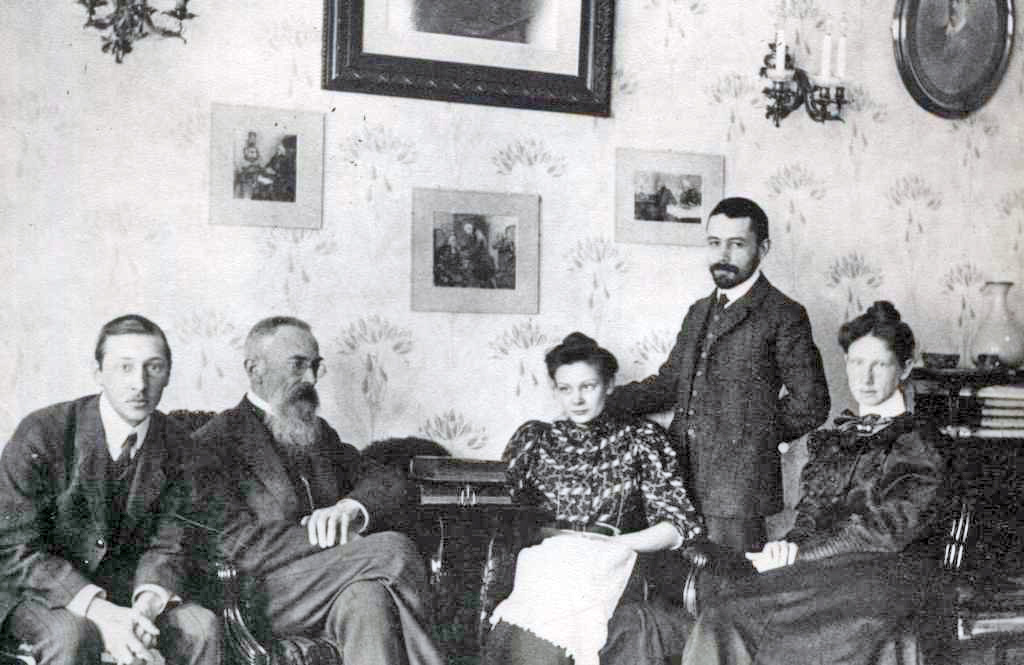
左からストラヴィンスキー、リムスキー＝コルサコフ、その娘のナジェージダ、シテインベルク、カーチャ（ストラヴィンスキーの妻）（1908年）

1882年6月17日（当時ロシアで使用されていたユリウス暦では6月5日）、サンクトペテルブルク近郊のオラニエンバウム（現・ロモノソフ）に生まれ、首都のサンクトペテルブルクで育った。ストラヴィンスキー家は16世紀末にさかのぼるポーランド系小貴族で、伝統的にその領地はリトアニア大公国の中にあったが、徐々に没落していった。父のフョードルは三男だったために財産を受け継ぐことはなかったが、マリインスキー劇場づきの、当時のロシアを代表するバス歌手として有名だった。
両親の希望で官吏の道を目ざして、イーゴリは現在のサンクトペテルブルク大学法学部へ1901年に入学したが、その一方で週に一度音楽理論を学んだ。法学部で知りあったリムスキー＝コルサコフの末子であるウラディーミルの勧めによって、1902年夏にリムスキー＝コルサコフと会い、個人授業が受けられることになった。同年11月に父が没した。
リムスキー＝コルサコフの授業は最初は不定期だったようだが、1905年秋ごろから定期的なレッスンを受けるようになった。大学は1906年4月に学位を取得した（1905年に卒業したが、血の日曜日事件以降の大学の混乱で学位取得が1年遅れた）。
初期の管弦楽作品としては『幻想的スケルツォ』(1908)と『花火』(1909)が優れているが、リムスキー＝コルサコフは1908年6月に没し、これらの曲の初演を聞くことはできなかった。自伝によればバレエ・リュスの主宰者セルゲイ・ディアギレフはこの2曲を聞いてからストラヴィンスキーと親密な関係を持つようになったというが、実際のところはよくわからない。ディアギレフから最初に頼まれた仕事はバレエ『レ・シルフィード』のためにショパンのピアノ曲を管弦楽用に編曲することだった。 1910年にはバレエ・リュスのために作曲した『火の鳥』がパリのオペラ座で初演され、大成功を収める。翌1911年には、第2作『ペトルーシュカ』が初演され、これも成功を収める。さらに1913年、第3作『春の祭典』がパリで初演された。この上演は楽壇をセンセーショナルな賛否両論の渦に巻き込み、初演においては観客の怒号が演奏をかき消すほどであったと伝えられているが、その後すぐに評価は急上昇し、これも大成功を収めることとなった。これら3作によってストラヴィンスキーは若手の革命児として名を刻まれる事になった。
ストラヴィンスキーはそれまでも夏をウスティルーフ（現ウクライナ）、冬をスイスで過ごしていたが、1914年、第一次世界大戦が勃発するとウスティルーフには帰れなくなり、スイスに居を定めた。1917年に起きたロシア十月革命により故国の土地は革命政府に没収され、ロシアからの収入も得られなくなり、またバレエ・リュスの公演も戦争に妨げられて思うにまかせず、ストラヴィンスキーの生活は苦境に陥った。このころ作曲された曲はロシアの民衆詩や寓話による土俗的な『きつね』、『結婚』、『兵士の物語』などがあり、ストラヴィンスキーの新しい局面を示す。ほとんどの曲は戦時中には上演する機会がなかったものの、次の新古典主義の作風を準備するものとなった。

### 両大戦間

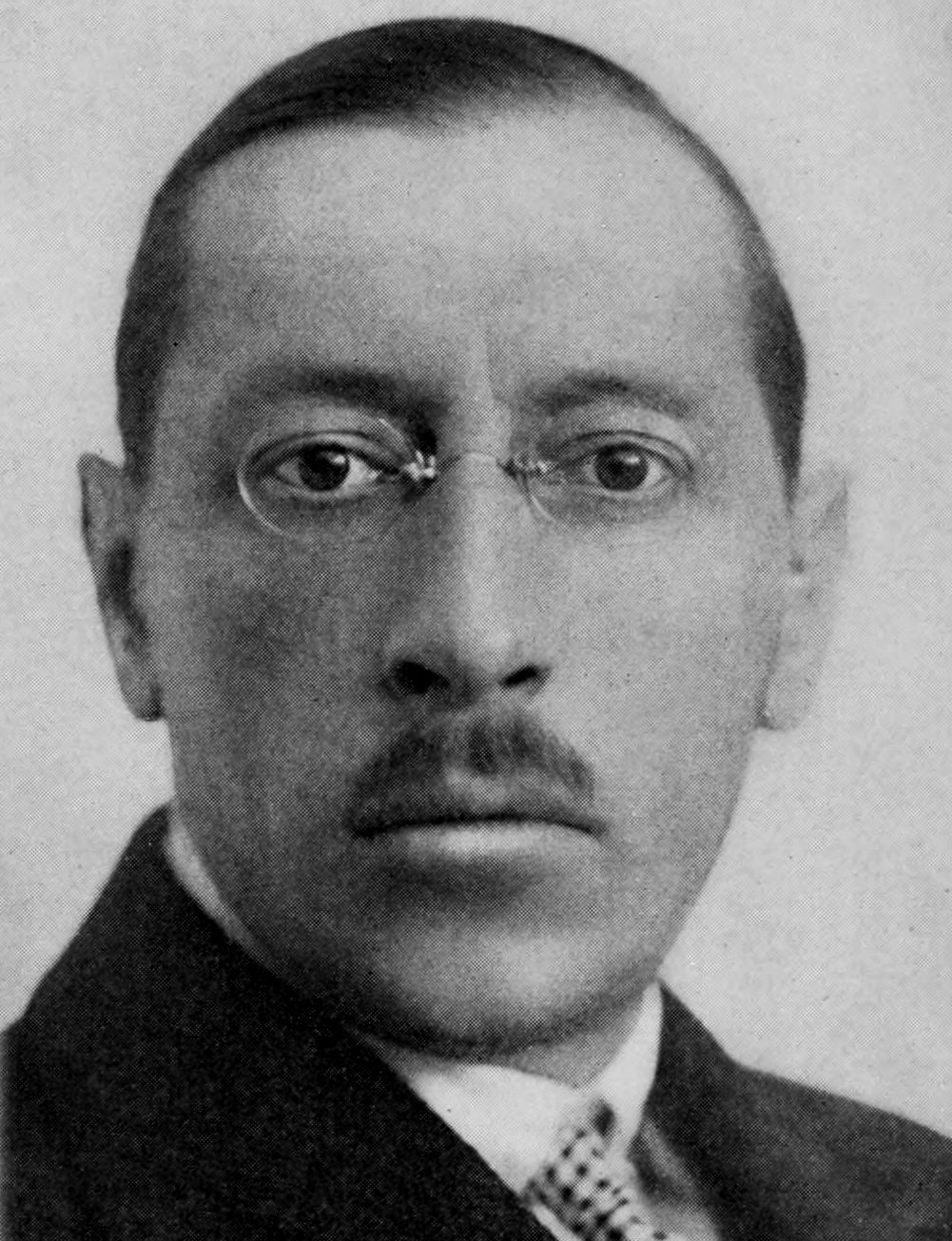
1921年撮影

戦後の1920年にパリで初演された『プルチネルラ』はまだスイスに住んでいた時に作曲された曲だが、18世紀の音楽の旋律と形式をそのまま使いながら、新しい管弦楽法で音楽に新しい命を吹き込んだもので、1921年以降フランスに落ち着いてから作られるようになる新古典主義音楽のはしりだった。ストラヴィンスキーの新古典主義時代は1951年のオペラ『放蕩者のなりゆき』まで続く。
1920年からフランスに住んだが、住所はカランテック（ブルターニュ地方）、ギャルシュ（パリ近郊）、アングレットおよびビアリッツ（南西フランス、1921-1924）、ニース（1924-1931）、ヴォレップ（グルノーブル近郊、1931-1934）と、一定しなかった。
ディアギレフとの関係は続いたが、戦前よりも疎遠になり、1923年に初演された『結婚』がバレエ・リュスのために書いた最後の曲になった。ストラヴィンスキーはまたキリスト教に傾倒するようになり、1926年にはロシア正教会に回帰した。1920年代に作曲された主要な曲には『八重奏曲』『エディプス王』『ミューズを率いるアポロ』などがある。この時代、ストラヴィンスキーはピアニストとしてもデビューし、ピアノ用に『ピアノと管楽器のための協奏曲』『カプリッチョ』『ピアノソナタ』『イ調のセレナーデ』などを作曲している。
1929年にディアギレフが没した後は、ヴァイオリニストのサミュエル・ドゥシュキンのために書いた曲や、アメリカ合衆国からの注文で書いた曲が主になる。『詩篇交響曲』『カルタ遊び』『ダンバートン・オークス協奏曲』はいずれもアメリカからの依頼で書いたものである。
1934年にフランス市民権を得てパリに住むが、1938年に長女を結核で失い、翌年には妻と母を失う。当時ナチス政府は前衛的なストラヴィンスキーを快く思っておらず、1938年には退廃音楽として誹謗された。またフランス人はストラヴィンスキーの新作に興味を持たなくなっていた。

### アメリカ時代

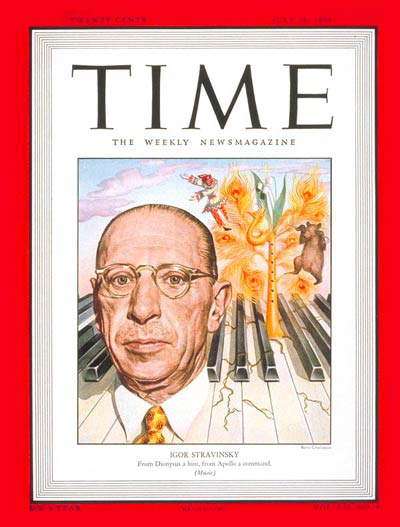
タイム誌表紙（1948年）

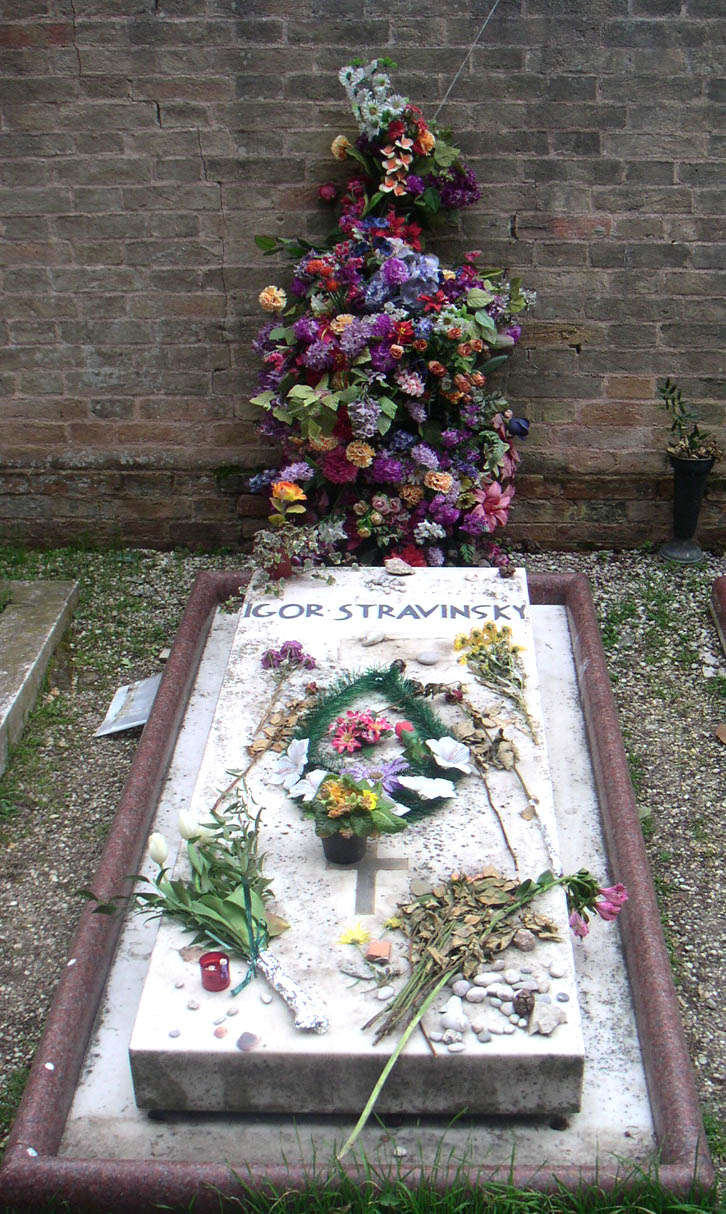
ヴェネツィアのサン・ミケーレ島正教徒区画にあるストラヴィンスキーの墓

ストラヴィンスキーは1925年にはじめてアメリカ合衆国を訪れ、1935年と1937年にも渡米している。第二次世界大戦開戦直後の1939年9月にハーバード大学からの依頼によって渡米して音楽に関する6回の講義（のちに『音楽の詩学』の題で出版）を行うが、そのまま米国にとどまり、ハリウッドに住んだ。フランスで書きはじめられた『交響曲ハ調』はアメリカで完成することになった。1945年にはアメリカ合衆国の市民権を得た。『3楽章の交響曲』、バレエ『オルフェウス』、『ミサ曲』、オペラ『放蕩者のなりゆき』などがこの時代の代表作である。
アルノルト・シェーンベルクが没した1951年頃より、これまで否定的だった十二音技法を少しずつ採用して新たな創作の可能性を開く。70歳近くになってからの作風の変貌は世間を驚かせた。その後も1966年までの約15年に20曲ほどを作曲している。この時代の作品には『七重奏曲』、『カンティクム・サクルム』『アゴン』『トレニ』『アブラハムとイサク』『J.F.ケネディへの哀歌』などがある。
1959年に初来日し、日比谷公会堂、フェスティバルホールで演奏会を行う。自作上演の際チェレスタを黛敏郎に、タンバリンを岩城宏之に担当させた。また日本の若手作曲家の武満徹を見出して世界に紹介する。これはのちにバーンスタインが、ニューヨーク・フィル125周年記念の曲を武満に委嘱するきっかけになった。
1962年、キューバ危機のさなかに80歳のストラヴィンスキーはソ連を訪問する。1914年に祖国を離れて以来、最初にして最後の帰郷であった。
長期にわたって作曲を続けてきたストラヴィンスキーも、やがて健康上の理由によって音楽活動の中止を余儀なくされるようになった。1966年、84歳を最後として新しい曲は作曲されず、1967年以降は指揮も行わなくなった。1968年には最後の編曲を完成させたが、それ以後も完成こそしなかったもののいくつかの曲の編曲には手を付けていた。1967年後半は胃潰瘍と血栓症で長期間入院した。最晩年はロバート・クラフトの勧めでレコードを聞いて過ごした。作曲家から鑑賞者への立場の変化に不満を持ちつつも、とくにベートーヴェンを好んだ。
1969年、ニューヨークのエセックスハウスに転居し、1971年4月6日に88歳で没した。ディアギレフの眠るヴェネツィアのサン・ミケーレ島に埋葬された。のちに、妻ヴェラ(1889〜1982)もイーゴリの隣に埋葬されている。
死後、革命により失われたと思われていた『ピアノソナタ嬰ヘ短調』などの初期作品がレニングラード州立図書館から発見され、刊行された。2015年にはリムスキー＝コルサコフ追悼のために書いた『葬送の歌』作品5が発見されている 。本作はストラヴィンスキーが生前に『火の鳥』以前に書かれた作品では最高の作品だと述べており、紛失を悔やんでいたものだった。

### 妻子と女性関係

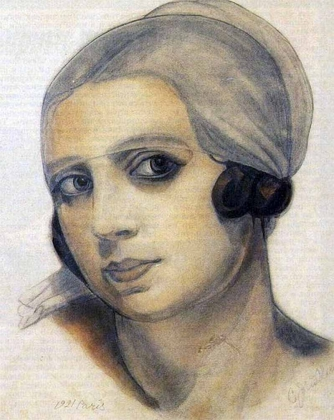
ヴェラの肖像画

ストラヴィンスキーは大学を卒業した翌年の1906年に、幼なじみで従姉のエカテリーナ・ノセンコ（カーチャ）と結婚した。翌年には息子テオドール(1907〜89)、翌々年に娘リュドミラ(1908〜38)を授かった。1910年には後に作曲家・ピアニストになったスリマが生まれた。1914年には娘のマリア・ミレナ(1914〜2013)が生まれている。しかし夫人は長く結核を患い、1938年に長女リュドミラが感染して死亡、翌1939年はじめに夫人自身も死亡した。
一方、ストラヴィンスキーはしばしば他の女性と不倫関係を持ったことが知られている。1916年にアメリカ公演から帰ったバレエ・リュスがマドリードにいる時、バレエ・リュスの踊り手であるリディア・ロポコワと恋愛関係を結んだのが知られるかぎり最初の浮気である。
ココ・シャネルとも一時恋愛関係にあったことが知られている。1920年にパリで家を探すのに困っていたストラヴィンスキーにココ・シャネルは自分の家を提供したり、マシーンによる『春の祭典』復活上演のために莫大な資金を提供したりしているが、恋愛関係にあったのは短い間に過ぎなかったようだ。2009年の映画『シャネル&ストラヴィンスキー』は『春の祭典』初演後から再演前までにおける両者の不倫を題材にしているが、これはあくまで創作である。
1921年には蝙蝠座というロシア系のキャバレーでジェーナ・ニキティナと一時的に恋愛関係を持った。ほかにも不倫の対象はいたかもしれない。
セルゲイ・スデイキンとその妻のヴェラにはじめて会ったのはおそらく1920年にパリでプルチネルラを公演したときで、おそらく翌年夏にストラヴィンスキーはヴェラと恋仲になり、バレエ・リュスではふたりの関係は公然と語られた。スデイキンとストラヴィンスキーは険悪な関係になり、1922年にヴェラはスデイキンと離婚している。その後ストラヴィンスキーは南フランスで家族と、パリでヴェラとの二重生活を送った。夫人の没後、1939年にアメリカに移ると、ヴェラを呼び寄せて1940年に再婚している。

## 作風
生涯に、原始主義、新古典主義、セリー主義と、作風を次々に変え続けたことで知られ、「カメレオン」と形容されたこともあった。
さまざまな分野で多くの作品を残しているが、その中でも初期に作曲された3つのバレエ音楽（『火の鳥』、『ペトルーシュカ』、『春の祭典』）は知名度が高く、大編成のオーケストラの斬新な響きや複雑なリズムを使ったロシア民謡風でエネルギッシュな音楽は、ヨーロッパの音楽界に大きなセンセーションを巻き起こた。特に原始主義時代の代表作『春の祭典』は、世界中のオーケストラによって好んで演奏される作品として定着し、20世紀音楽のもっとも重要な作品の一つに数えられる。
また、オーケストラ作品ではリムスキー＝コルサコフ仕込みの管弦楽法が遺憾なく発揮され、さらにそこから一歩踏み込んだ表現力を実現することに成功している。これらの作品によって、ベルリオーズやラヴェル、師のリムスキー＝コルサコフなどと並び称される色彩派のオーケストレーションの巨匠としても知られる。
松平頼暁は著書『現代音楽のパサージュ』の中で「20世紀音楽のほとんどのイディオムはすべて彼の発案」と述べている。

### 原始主義時代
ストラヴィンスキーはデビュー当初は原始主義を標榜していないが、有名な作品を残し始めた頃から原始主義の傾向が見られる。主な作品として、3つのバレエ音楽（『火の鳥』、『ペトルーシュカ』、『春の祭典』）が挙げられる。複調、変拍子、リズム主題の援用などが特徴である。『結婚』を最後にこの傾向は終息する。

### 新古典主義時代
バレエ音楽『プルチネルラ』の発表は新古典主義音楽の開幕を告げるものであり、これ以降はストラヴィンスキーの新古典主義の時代とよばれる。この時期はバロック音楽や古典派のような簡素な作風に傾倒した。和声の響きは初期に比べてかなり簡明になった。1939年から1940年に行われた講義の内容を基にした著作『音楽の詩学』がこの時代の音楽観をよく表している。その一方で、新古典主義時代ながら『詩篇交響曲』ではセリー的操作を用いていることが後の研究で明らかにされた。ストラヴィンスキーが他の楽派の音楽語法も常に見張っていたことが良くわかる。

### セリー主義（十二音技法）時代
第二次世界大戦後は、それまで敵対関係であったシェーンベルクらの十二音技法を取り入れ、またヴェーベルンの音楽を「音楽における真正なるもの」などと賞賛するようになった。これには同じくアメリカに亡命していたクシェネクの教科書からの影響もある。ストラヴィンスキー自身は、「私のセリーの音程は調性によって導かれており、ある意味、調性的に作曲している」と語っている。各楽器をソロイスティックに用いる傾向が一段と強まり、室内楽的な響きが多くのセクションで優先されている。

## 主要作品

### バレエ音楽
- 『火の鳥』（1910年; 初演 1910年6月末 オペラ座）
- 『ペトルーシュカ』（1911年; 初演1911年オペラ座）
- 『春の祭典』（1913年; 初演 1913年5月29日 シャンゼリゼ劇場）
- 『プルチネルラ』（1920年; 初演 1920年）
- 『結婚』（1923年; 初演1923年）
- 『ミューズを率いるアポロ』（1928年; 初演1928年、改訂1947年）
- 『妖精の接吻』（1928年; 初演1928年、改訂1950年）
- 『カルタ遊び』（1936年; 初演1937年）
- 『オルフェウス』（1947年; 初演1948年）
- 『アゴン』（1957年; 初演1957年）

### バレエ以外の舞台作品
- 『夜鳴きうぐいす』（1907年-1914年; 初演1914年オペラ座） - 後の1917年に同作の主題を用いた交響詩が書かれている。
- 『兵士の物語』（1918年; 初演1918年）
- 『エディプス王』（1927年; 初演1927年、改訂1948年） - ジャン・コクトーの台本によるオペラ・オラトリオ。
- 『放蕩者のなりゆき』（1951年; 初演1951年）

### 交響曲
- 交響曲第1番変ホ長調 Op.1（1905年-1907年）
- 詩篇交響曲（1930年）
- 交響曲ハ調（1938年-1940年）
- 3楽章の交響曲（1942年-1945年）

### 協奏曲
- ピアノと管楽器のための協奏曲（1923年-1924年）
- カプリッチョ - ピアノと管弦楽のための　（1928年-1929年）
- ヴァイオリン協奏曲ニ調
- 協奏曲『ダンバートン・オークス』（1937年-1938年）
- エボニー協奏曲（1945年）
- 弦楽のための協奏曲ニ調（バーゼル協奏曲）（1946年）
- ピアノと管弦楽のためのムーヴメンツ（1958年-1959年）

### 管弦楽曲
- 幻想的スケルツォ Op.3（1907年-1908年）
- 交響的幻想曲『花火』Op.4（1908年）
- 交響詩『ナイチンゲールの歌』（初演1919年） - オペラ「夜鳴きうぐいす」の交響詩への編曲
- 管楽器のための交響曲（1920年）
- サーカス・ポルカ（1942年）
- ロシア風スケルツォ（1944年）
- バレエの情景（1944年）
- 4つのノルウェーの情緒（1942年）

### ピアノ曲
- ピアノソナタ 嬰ヘ短調（1903年-1904年）
- 『ペトルーシュカ』からの3楽章
- ピアノ・ラグ・ミュージック（1919年）
- 5本の指で（1920年-1921年）
- ピアノソナタ ハ調（1924年）
- イ調のセレナーデ（1925年）
- タンゴ（1940年）

### 室内楽曲
- 11楽器のためのラグタイム（1918年）
- 八重奏曲（1922年-1923年）
- 七重奏曲（1952年-1953年）
- 弦楽四重奏のための3つの小品（1914年）
- 弦楽四重奏のためのコンチェルティーノ（1920年）
- 弦楽四重奏のための二重カノン (ラウル・デュフィ追悼のための)（1959年）
- ヴァイオリンとピアノのための協奏的二重奏曲（1931年-1932年）

### 合唱曲
- カンタータ『星の王』（1911年-1912年）
- 4つのロシア農民の歌（1914年-1917年）
- ミサ曲（1944年-1947年）
- トレニ－預言者エレミアの哀歌（1957年-1958年）
- 説教、説話、祈り（1960年-1961年）
- イントロイトゥス

### 歌曲
- パストラール（1907年）
- 日本の3つの抒情詩（1912年-1913年）
- プリバウトキ（1914年）
- 猫の子守唄（1915年-1916年）
- ふくろうと猫（1965年-1966年）

なお、2021年現在もストラヴィンスキーの著作権は喪失しておらず、音楽著作権使用許諾申請の必要がある。

### 自作編曲
ピアノロール、ピアノとヴァイオリン、など自作を別メディアに変換する作業は頻繁に行われている。
- 火の鳥 - ピアノソロによる全曲版
- プルチネッラ - ピアノソロによる全曲版
- ミューズを率いるアポロ - ピアノソロによる全曲版
- 兵士の物語 - ピアノソロによる全曲版
- 夜鳴き鶯 - ピアノソロによる抜粋版
- カルタ遊び - ピアノソロによる全曲版
- ロシアの踊り(ペトルーシュカから) - ピアノとヴァイオリンのための編曲
- 11楽器のためのラグタイム - ピアノソロのための編曲

## 著作
- ストラヴィンスキー 『音楽の詩学』（笠羽映子訳、転換期を読む：未來社、2012年8月）
  - 旧版『音楽とは何か』（佐藤浩訳、ダヴィッド社、1955年）　

※大学での講義をまとめたもので、原題 Poétique musicale（音楽の詩学）。
- 『私の人生の年代記　ストラヴィンスキー自伝』（笠羽映子訳、転換期を読む：未來社、2013年3月）
  - 旧版『ストラヴィンスキー自伝』（塚谷晃弘訳、全音楽譜出版社、1981年）
- ストラヴィンスキー談 『118の質問に答える』（ロバート・クラフト編、吉田秀和訳、音楽之友社、1960年）

## 演奏家としてのストラヴィンスキー

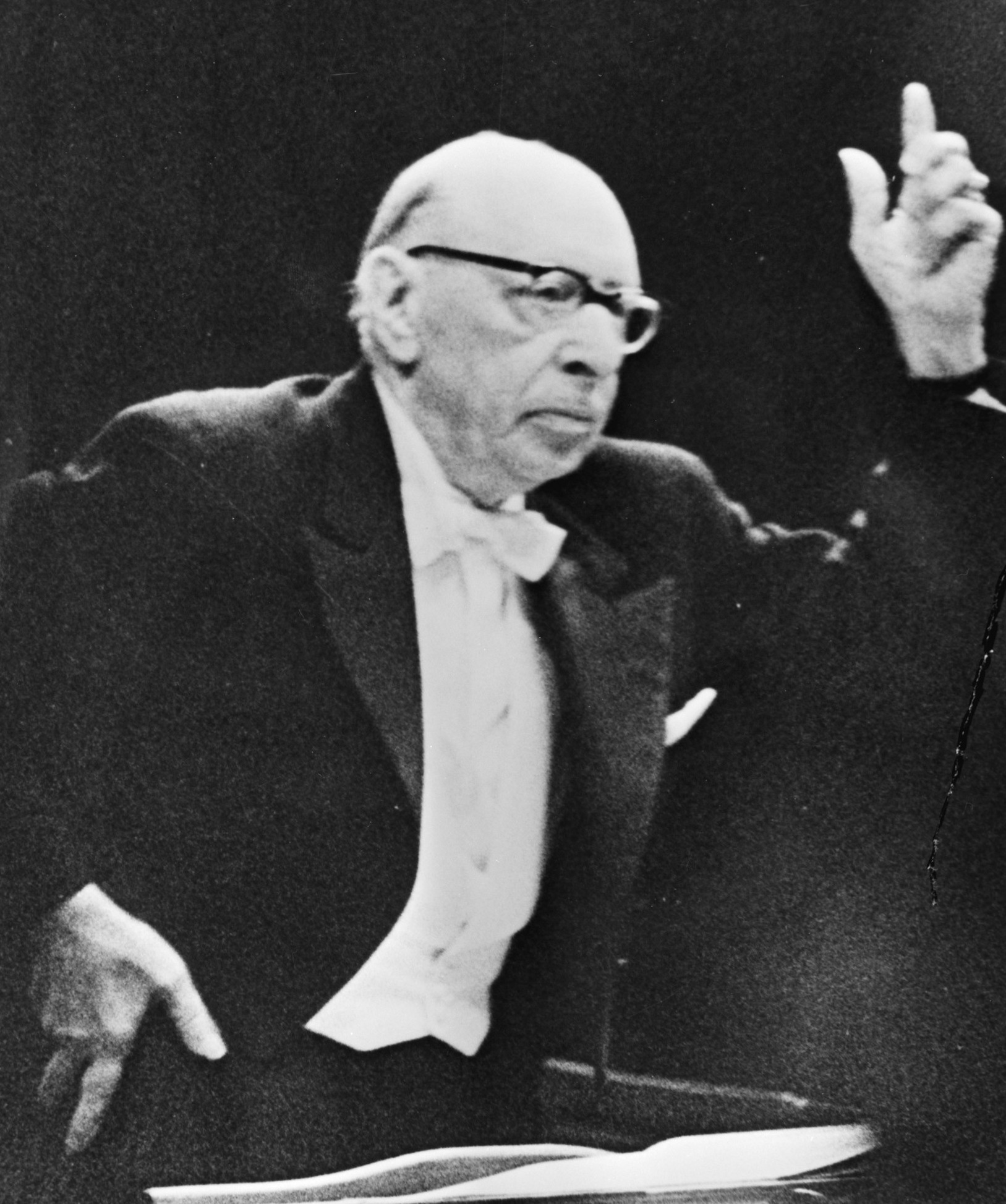
ワルシャワでのコンサートで指揮するストラヴィンスキー（1965年5月29日）

ストラヴィンスキーは作曲家であるとともに、指揮者、ピアニストとしても知られていた。彼が初めて指揮者として舞台に立ったのは、1915年のジュネーブとパリにおける公演とされている。また、ピアニストとして初めて舞台に立ったのは1924年のピアノと管楽器のための協奏曲である。特に、1950年代から60年代にかけて、コロンビア交響楽団やカナダのCBC交響楽団を指揮して主要な自作のほとんどを録音している（CDにして22枚分）。こうした演奏旅行は、1967年に彼が病に倒れるまで続いた。「自作自演」の録音を、彼ほど大量に残した作曲家は絶無である。彼の自作自演盤は、指揮の精度やオーケストラの技術については専門の指揮者による録音に一歩譲るものの、作者自身が想定していた自作のイメージを伝える貴重な遺産となっている。
ストラヴィンスキーは、かつてのドイツやロシアの管弦楽に見られるような不明瞭なアーティキュレーションによる残響を毛嫌いした。『火の鳥』1945年版組曲の最終部の自身の演奏に、その特徴が顕著に現れている。

## 日本訪問
ストラヴィンスキー夫妻は、ロバート・クラフトとともに、大阪国際フェスティバルの招待により1959年の4月から翌月にかけて日本を訪問した。本来は文化自由会議（CIAがひそかに後援する反共音楽団体）のニコラス・ナボコフの立案による東京世界音楽祭に参加するのが目的だったが、音楽祭は1961年に延期された。
- 4月5日：来日（同行：ロバート・クラフト他）
- 4月6日：鎌倉で大仏を見物
- 4月8日：歌舞伎座で「勧進帳」を鑑賞
- 4月9日：箱根へ
- 4月10日：ホテルのテレビにて皇太子御成婚パレードを見る
- 4月12日：京都に移動
- 4月13日：三十三間堂見学。ついで大阪国際フェスティバルでの「ドン・ジョヴァンニ」上演（出演：ウィーン国立歌劇場メンバー他）鑑賞
- 4月14日：龍安寺と石山寺へ
- 4月15日：修学院離宮と高山寺へ
- 4月16日：桂離宮、三宝院、平等院へ
- 4月17日：二条城と南禅寺へ
- 4月19日：大阪で能を鑑賞
- 4月20日：大阪で文楽を鑑賞
- 4月21日：神戸へ
- 4月22日：奈良へ
- 4月23日：東京に戻り、N響とリハーサル開始
- 5月1日：大阪国際フェスティバル公演。演奏曲目は『夜鶯の歌』・『ペトルーシュカ』抜粋、（休憩を挟んで）『花火』・『火の鳥』（1945年版）
- 5月3日：東京公演（於・日比谷公会堂）
- 5月4日：皇居で雅楽を鑑賞
- 5月7日：東京公演
- 5月8日：離日

この来日の際、NHKで武満徹の「弦楽のためのレクイエム」（武満の作品は、過去に評論家の山根銀二らに「音楽以前」などと酷評されていた）のテープを聴き、武満を絶賛する。ストラヴィンスキーに認められたことで、武満の評価は国内外で上昇の一途を辿る。一方、日本の様々な伝統芸術に触れると同時に、特に興味を示したのが、様々な大衆音楽の猥雑な混合である「チンドン屋」であったと伝えられている。

## その他
小惑星(4382) Stravinskyはストラヴィンスキーの名前にちなんで命名された。